# Étoile de Service

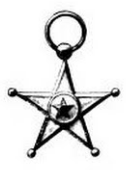
Étoile de service publiée en 1893

L'Étoile de Service  est un insigne honorifique attribué dans l'État indépendant du Congo puis au Congo belge. 

## Origine
L'Étoile de Service est conférée exclusivement à ceux qui ont servi au Congo et atteste publiquement qu'ils ont servi fidèlement et honorablement leur terme de service. 
La décoration a été créée le 16 janvier 1889, quelques jours seulement après celle de l'Ordre de l'Étoile africaine. 
Les noms des récipiendaires étaient publiés dans le Bulletin officiel de l'État indépendant du Congo. 

## Décoration
La décoration est constituée d'une étoile en argent d'un diamètre de 30 mm. D'un côté figure une étoile d'or et de l'autre, la mention Travail et progrès et, plus tard, également la traduction néerlandaise Werk en vooruitgang, la devise de l'État indépendant du Congo.  
Le ruban est bleu et a dans le sens transversal autant de raies en argent que le porteur de la décoration a accompli de termes de service. 

## Porteurs de l'insigne d'honneur
L'Étoile de Service a notamment été attribuée à :    
- Charles-Marie de Braconnier en 1889[3] ;
- Alexandre Delcommune en 1889 ;
- Francis de Winton en 1889 ;
- Camille Janssen en 1889[4] ;
- Francis Dhanis en 1889 ;
- Jules Jacques de Dixmude en 1890[5] ;
- François Jungers en 1889 ;
- Charles Liebrechts en 1889 ;
- Joseph Lippens en 1890[6] ;
- Léon Rom en 1889 ;
- Henry Morton Stanley en 1889 ;
- Alphonse Van Gele en 1889 ;
- Nicolas Verhellen en 1893[7] ;
- Théophile Wahis en 1892[8] ;
- Louis Valcke ;
- Hubert Lothaire ;
- Camille Coquilhat ;
- Oscar Michaux ;
- Léon Braconnier ;
- Julius Eduard Teusz en 1889 ;
- Martin Rutten (en 1910).